# Robert B. Laughlin
Robert B. Laughlin. Född i Visalia, Kalifornien 1 november 1950. Amerikansk nobelpristagare i fysik år 1998. Han tilldelades priset för sin "upptäckt av en ny form av kvantvätska med fraktionellt laddade exitationer". Han delade priset med tysken Horst L. Störmer och amerikanen Daniel C. Tsui.
Laughlin fick doktorsgrad i fysik 1979 vid Massachusetts Institute of Technology, Cambridge, USA. Han är professor i fysik vid Stanford University sedan 1989. 
Han belönades med Nobelpriset för upptäckten att elektroner i samverkan i starka magnetfält bildar en ny form av "partiklar" med laddningar som är bråkdelar av elektronens laddning. Störmer och Tsui gjorde upptäckten 1982 i ett experiment, där de utnyttjade extremt starka magnetfält och låga temperaturer. Inom ett år efter upptäckten lyckades Laughlin förklara deras resultat. Genom teoretisk analys visade han att elektronerna i ett starkt magnetfält kan kondensera och bilda en sorts kvantvätska, besläktad med de kvantvätskor som uppträder vid supraledning och i flytande helium.